# Treillières

Localització de Treillières

Treillières (en bretó Trelier, en gal·ló Tréllierr) és un municipi francès, situat a la regió de país del Loira, al departament de Loira Atlàntic, que històricament ha format part de la Bretanya. L'any 2006 tenia 7.258 habitants. Limita amb els municipis de Grandchamp-des-Fontaines, La Chapelle-sur-Erdre, Nantes, Orvault i Vigneux-de-Bretagne.

## Demografia
| 1946                                       | 1962  | 1968  | 1975  | 1982  | 1990  | 1999  | 2005  |
| ------------------------------------------ | ----- | ----- | ----- | ----- | ----- | ----- | ----- |
| 1.488                                      | 1.628 | 1.717 | 2.396 | 3.569 | 4.511 | 6.032 | 7.275 |
| Des de 1962: població sense dobles comptes |       |       |       |       |       |       |       |

## Administració
| Període | Identitat    | Partit |
| ------- | ------------ | ------ |
| 2001-   | Émile Savary | PS     |